# Bataille d'Etusis
Guerre herero-nama de 1880
La bataille d'Etusis est livrée le 2 décembre 1880, lors de la guerre qui oppose les Hereros aux Namas depuis le 3 août précédent. Les Namas, commandés par Abraham Swartbooi, remportent la victoire.

## Sources
- (en) Chronologie de l'histoire de la Namibie - année 1880
- (en) Liste des batailles, combats et escarmouches de l'histoire de la Namibie